# 坦卡山 (卡亞拉尼區)
15°04′19″S 72°24′05″W / 15.07194°S 72.40139°W
坦卡山（Tanka），是秘魯的山峰，位於該國南部阿雷基帕大區，由康德蘇約斯省的卡亞拉尼區負責管轄，屬於安地斯山脈的一部分，海拔高度4,783米。